# Harbor Isle
Harbor Isle est une census-designated place du comté de Nassau, dans l'État de New York, aux États-Unis,. En 2020, elle compte une population de 1 436 habitants.